# Rudolf Post

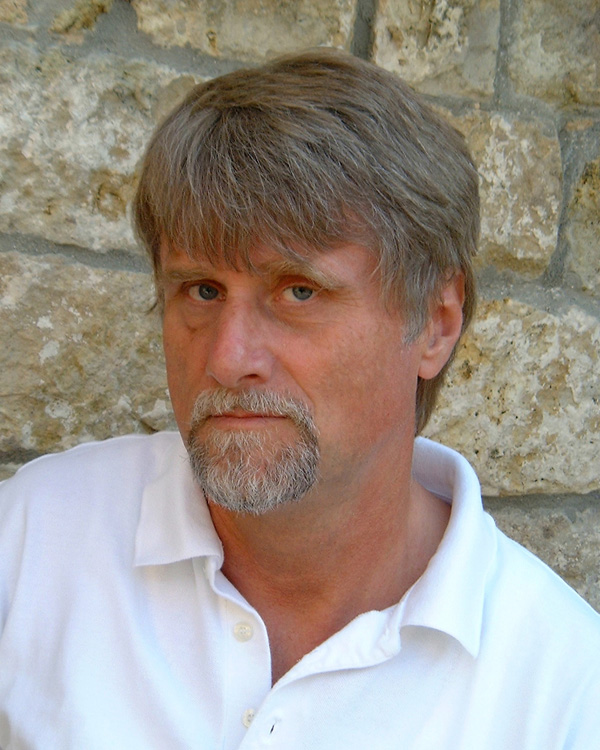
Rudolf Post

Rudolf Post (* 29. August 1944 in Bad Salzschlirf) ist ein deutscher Sprachwissenschaftler, Dialektforscher und Lexikograf.

## Leben und Forschung
Rudolf Post wuchs als drittes Kind von fünf Geschwistern in Bad Salzschlirf auf. Nach dem Besuch der Volksschule folgte eine Lehre als Mechaniker in Fulda. 1968 legte er das Abitur auf dem zweiten Bildungsweg ab. Anschließend folgte ein Studium der Theologie, Philosophie und Germanistik in Fulda und Mainz. 1974 legte er das erste Staatsexamen für das Lehramt an Gymnasien für Deutsch und katholische Religionslehre ab. Von 1974 bis 1977 war er im Graduiertenstudium Philosophie, Romanistik und Germanistik, 1978 folgte das zweite Staatsexamen. 1982 wurde er im Fach Germanistik über Romanische Entlehnungen in den westmitteldeutschen Mundarten promoviert.
Rudolf Post ist verheiratet und hat eine Tochter.

## Berufliche Stationen
Von 1978 bis 1981 war Rudolf Post wissenschaftlicher Mitarbeiter am Deutschen Institut der Johannes Gutenberg-Universität Mainz, wo er auch seine Promotion abschloss. Anschließend folgte von 1981 bis 1997 eine Tätigkeit als Leiter der Arbeitsstelle Pfälzisches Wörterbuch in Kaiserslautern, einem Projekt der Akademie der Wissenschaften und der Literatur zu Mainz. In diesem Zeitraum führte er auch verschiedene Lehraufträge an der Universität Mannheim, Abteilung Germanistische Linguistik, aus. Nach Abschluss des Pfälzischen Wörterbuchs wechselte Rudolf Post zum Badischen Wörterbuch, wo er von 1998 bis 2009 die Leitung dieser Arbeitsstelle an der Albert-Ludwigs-Universität Freiburg innehatte. Dort nahm er auch regelmäßige Lehraufträge im Institut für Deutsche Sprache und ältere Literatur wahr.
Seit 2009 ist Rudolf Post im Altersruhestand und lebt in Gabsheim.
1998 wurde ihm im Rahmen der Mundarttage von der Gemeinde Bockenheim an der Weinstraße der Preis der Emichsburg für besondere Verdienste um Mundart, Dialektliteratur und regionale Kultur der Pfalz verliehen.
2023 wurde ihm von dem Kultur- und Heimatkreis Dannstadter Höhe der Pfälzer Gutselorden für seine Verdienste um die Mundart verliehen.
2025 erfolgte die Verleihung der goldenen Ehrennadel der Gemeinde Gabsheim für langjährige Verdienste.

## Schriften (Auswahl)
- Romanische Entlehnungen in den westmitteldeutschen Mundarten. Diatopische, diachrone und diastratische Untersuchungen zur sprachlichen Interferenz am Beispiel des landwirtschaftlichen Sachwortschatzes. Dissertation Mainz 1982 (= Mainzer Studien zur Sprach- und Volksforschung. Nr. 6). Wiesbaden 1982.
- Pfälzisches Wörterbuch. Begründet von Ernst Christmann, fortgeführt von Julius Krämer, bearbeitet von Rudolf Post. Bearbeiter an Band IV–VI. Wiesbaden/Stuttgart (1965–1997).
- Die Mundart von Bad Salzschlirf (Kreis Fulda). Einführung, Wörterbuch, Haus- und Flurnamen. Aufgrund der Sammlung von Karl Post† unter Mitarbeit von Karl Schwarz. Erschienen zum elfhundertjährigen Jubiläum der Gemeinde Bad Salzschlirf. 1. Auflage. Kaiserslautern 1985 (zweite, verbesserte und erweiterte Auflage: Bad Salzschlirf 2013).
- Die Mundart von Gabsheim in Rheinhessen. Kaiserslautern 1987.
- Pfälzisch. Einführung in eine Sprachlandschaft. Landau/Pfalz 1990 (360 S., 45 Karten u. Abb., 2. aktualisierte und erweiterte Auflage: Landau/Pfalz 1992).
- mit Anni Becker: Die Krott – Lieder in Pfälzer Mundart. Hrsg.: Institut für pfälzische Geschichte und Volkskunde Kaiserslautern (= Beiträge zur pfälzischen Volkskunde. Nr. 7). Kaiserslautern 1994.
- „Ich bin gern do“. Der Pfälzische Mundartdichterwettstreit Bockenheim von den Anfängen bis heute. Eine Dokumentation. Hrsg.: Gemeinde Bockenheim an der Weinstraße. Redaktion: Rudolf Post. Landau 1995.
- mit Sigrid Bingenheimer: Pfälzisch in Text und Ton 1. Proben von 50 Ortsmundarten, aufgenommen in den Jahren 1992–1997. Kaiserslautern 1998.
- Badisches Wörterbuch. Herausgegeben mit Unterstützung des Ministeriums für Wissenschaft und Forschung Baden-Württemberg. Vorbereitet von Friedrich Kluge, Alfred Götze, Ludwig Sütterlin, Friedrich Wilhelm, Ernst Ochs. Begonnen von Ernst Ochs. Weitergeführt von Karl Friedrich Müller, Gerhard W. Baur. Bearbeitet von Rudolf Post. Lieferung 57–81 (Band IV, S. 1–608). N – Schwurm. Verlag Moritz Schauenburg Lahr, 1999; ab 2000 R. Oldenbourg Verlag München. 2009.
- mit Walter Sauer: Wie schreibe ich Mundart? Ein Leitfaden für Mundartautoren. Neckarsteinach 2003.
- Kleines Pfälzisches Wörterbuch. Pfalz und Kurpfalz. 2. überarb.  Auflage. Neckarsteinach 2007 (180 S., 20 Karten, 4., aktualisierte Aufl. 2016).
- Alemannisches Wörterbuch für Baden. Unter Mitarbeit von Friedel Scheer-Nahor. Hrsg.: Landesverein Badische Heimat e. V., Muettersproch-Gsellschaft – Verein für alemannische Sprache e. V. 4,. überarbeitete und ergänzte Auflage. Verlag Regionalkultur, Ubstadt-Weiher 2022, ISBN 978-3-95505-361-1 (408 S., 150 Karten).
- Allminanner – Sechs Jahrzehnte Pfälzischer Mundartdichterwettstreit in Bockenheim an der Weinstraße. Texte und Themen. Hrsg.: Gemeinde Bockenheim an der Weinstraße, Förderkreis Mundarttage Bockenheim e. V., Redaktion Rudolf Post. Neckarsteinach 2012.
- Gabsheim in der Mitte Rheinhessens – Landschaft, Geschichte, Dorfleben. Selbstverlag, Gabsheim 2016.
- „gesoecht on gefonge.“ Das Mundart-Wörterbuch des Fuldaer Landes. Parzellers Buchverlag, Fulda 2020.
- Pfälzisch. Sprachkultur in der Pfalz und der Kurpfalz. Edition Tintenfass, Neckarsteinach 2023, ISBN 978-3-9865103-7-4.
- Mundarten in Rheinhessen. Einführung in eine Sprachlandschaft mit Wörterbuch. Verlag Regionalkultur, Ubstadt-Weiher 2024, ISBN 978-3-95505-487-8.